# Inshushinak
Inshushinak és un dels déus principals de la religió elamita. La seva importància va anar augmentant amb el temps per ser la Deïtat tutelar de Susa, una de les ciutats més importants d'Elam. Per aquest motiu el nom Inshushinak apareix afegit als noms i títols de diversos reis elamites, en la tradició oriental de lligar llinatge reial i protector diví, ja que els reis eren alhora representants divins i servidors del culte de les divinitats. Amb la simplificació progressiva del panteó, que va suposar l'assimilació de diverses figures en unes centrals, aquest déu va ocupar un lloc central en la tríada suprema, possiblement per similituds amb altres mitologies veïnes (segons la hipòtesi de la trifuncionalitat indoeuropea). En aquest procés, sembla haver absorbit la figura del déu Ninsusinak, tot i que localment podien tenir cultes separats. La figura del déu Inshushinak apareix en els documents elamites més antics, molt abans que altres noms propis de déus i mai va desaparèixer de les actes oficials fins a la caiguda total de la civilització elamita, fet que demostra una veneració continuada.
Aquesta història de contacte i absorció de deïtats i funcions explica que els seus atributs siguin ben variats. D'una banda, és l'aliat dels reis a la guerra i, per tant, garant de l'expansió i riquesa d'Elam. Per aquesta raó se'l denomina "rei dels déus", per analogia amb els càrrecs terrenals. D'altra banda, la protecció als reis també s'estenia a temps de pau, i com a tal el seu nom apareix invocat en tractats legals, per validar-los, i com a protector d'empreses civils o documents històrics. Un segon vessant del déu era ser el senyor de l'inframon, déu de la foscor i dels morts, representat per la serp que l'acompanya, una criatura perillosa i propera a la terra, com en altres divinitats mesopotàmiques. Per influència egípcia, entre les funcions de déu dels morts podia adquirir la de jutge dels difunts.
El zigurat de Choqa Zanbil està dedicat a Inshushinak.